# Victorwithius incognitus
Espèce
Synonymes
- Parawithius incognitus Beier, 1959

Victorwithius incognitus est une espèce de pseudoscorpions de la famille des Withiidae.

## Distribution
Cette espèce est endémique de la région de Junín au Pérou. Elle se rencontre vers La Merced.

## Publication originale
- Beier, 1959 : Zur Kenntnis der Pseudoscorpioniden-Fauna des Andengebietes. Beiträge zur Neotropischen Fauna, vol. 1, p. 185-228.